# Telmatoscopus tetraspiculatus
Telmatoscopus tetraspiculatus is een muggensoort uit de familie van de motmuggen (Psychodidae). De wetenschappelijke naam van de soort is voor het eerst geldig gepubliceerd in 1993 door Jezek & Goutner.